# Béla Szabados
Béla Szabados, nascut i utilitzat fins al 1891 com a Antal Szvoboda (Pest (Hogria), 3 de juny, 1867 – Kőbánya (barri de Budapest), 15 de setembre, 1936) fou un compositor, professor a la Reial Acadèmia Hongaresa de Música, germà petit de Kádos Szaba, l'escultor Béla Szabados (1894–1970) fou el seu pare.

## Biografia
Fill de Lukács Szvoboda, comerciant de làpides, escultor i Lilla Szoboszlay. Va rebre la seva primera educació musical del seu pare, que ell mateix era un músic exhaustiu, i el seu germà gran, Károly (autor del ballet Vióra) el va introduir a tocar el piano. El seu talent musical es va desenvolupar aviat i el 1881 es va matricular a la Reial Acadèmia Hongaresa de Música, on va estudiar durant quatre anys sota la direcció dels professors Róbert Volkmann, Gyula Erkel, Sándor Nikolits, Kornél Ábrányi i János Koessler. Ja com a estudiant acadèmic, va cridar l'atenció de la direcció amb la seva obertura "Tragédia" i una simfonia més gran. A principis de la dècada de 1890, va escriure música agradable per al text d'opereta de Jenő Rákosi Four Kings and The First and Second, amb la qual va demostrar una forta vocació en aquest camp. El 1889, la seva peça va guanyar el premi del concurs de quartets masculins per al concurs nacional de cançons de Szeged. El 1895, l'òpera còmica en un acte d'Alszik "L'àvia dorm" es va representar a l'Òpera hongaresa. I el 1896, va obtenir l'aprovació total amb la seva opereta Rika al Népszínház de Budapest. També va escriure una sèrie de cançons, quartets de corda i nadales. Des de 1888 va ensenyar a l'Acadèmia de Belles Arts, després de 1893 a 1933 a l'Acadèmia de Música. El 1927, va ser nomenat director general de la Música Nacional. La seva mort va ser causada per una degeneració del miocardi i una insuficiència cardíaca. La seva dona era Irén Balczár.

## Les seves obres més importants
- Quartet de corda, òperes (Alszik a nagynéni, 1895; Mária, a text de Géza Moravcsik amb Árpád Szendy, 1905; Fanny 1927)
- Cançons de teatre (Szép Ilonka, 1906, etc.)
- Operetes (Quatre Reis, 1890; Tres Kázmér, 1894; Rika, 1895; Miss Kukta, 1897, etc.)
- Llegenda musical (The Fool, 1898, més tard cançó popular, 1911)
- Acompanyament escènic, cors masculins, Magyar Hiszekegy (1921)

## Els seus llibres de text
- Manual de la Facultat (Budapest, 1910)
- Solfege (Budapest, 1921)

## Premis i reconeixements
- Corona de Corvin (1930)